# St.-Lukas-Kirche (Ranies)

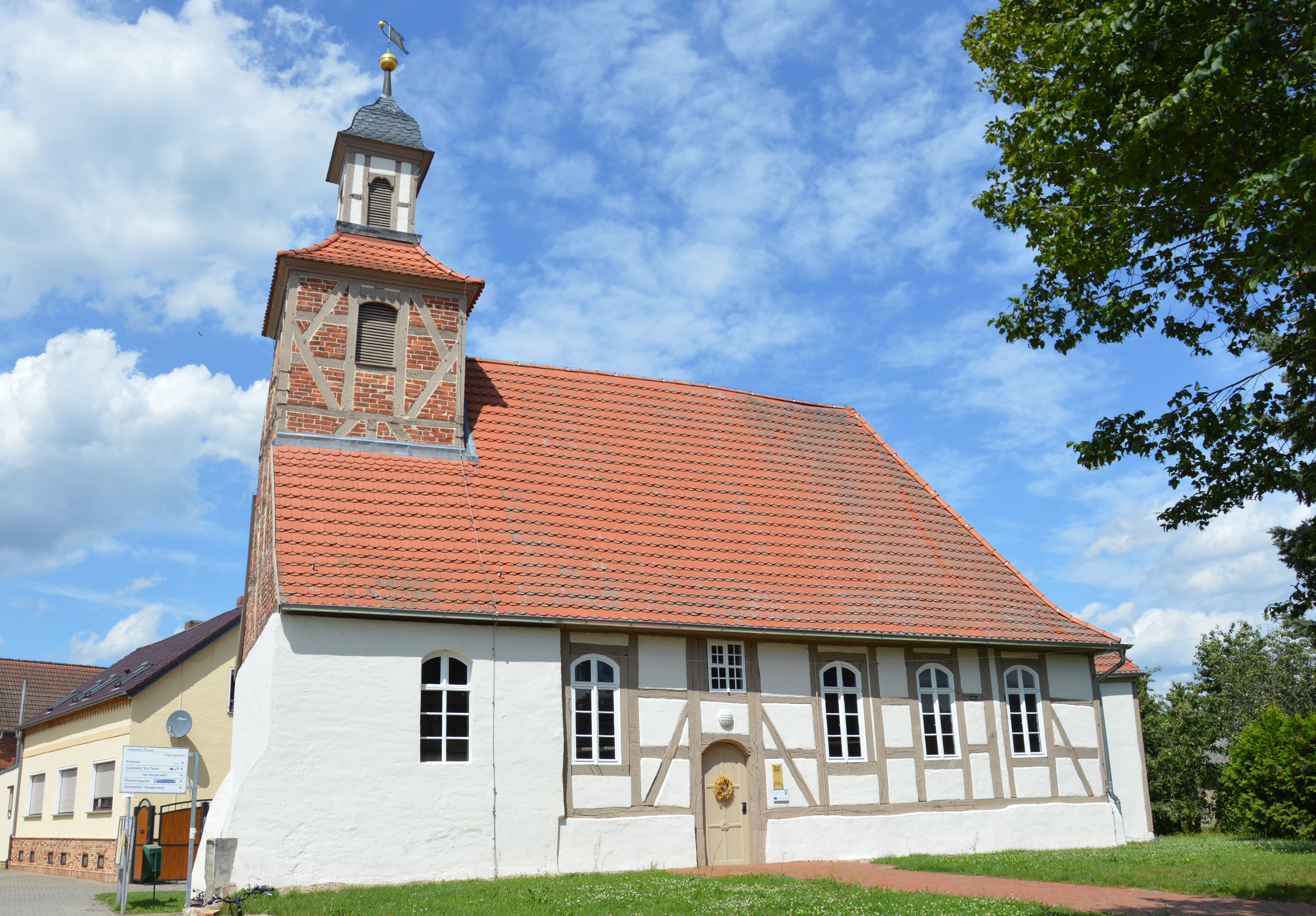
Sankt-Lukas-Kirche, 2017

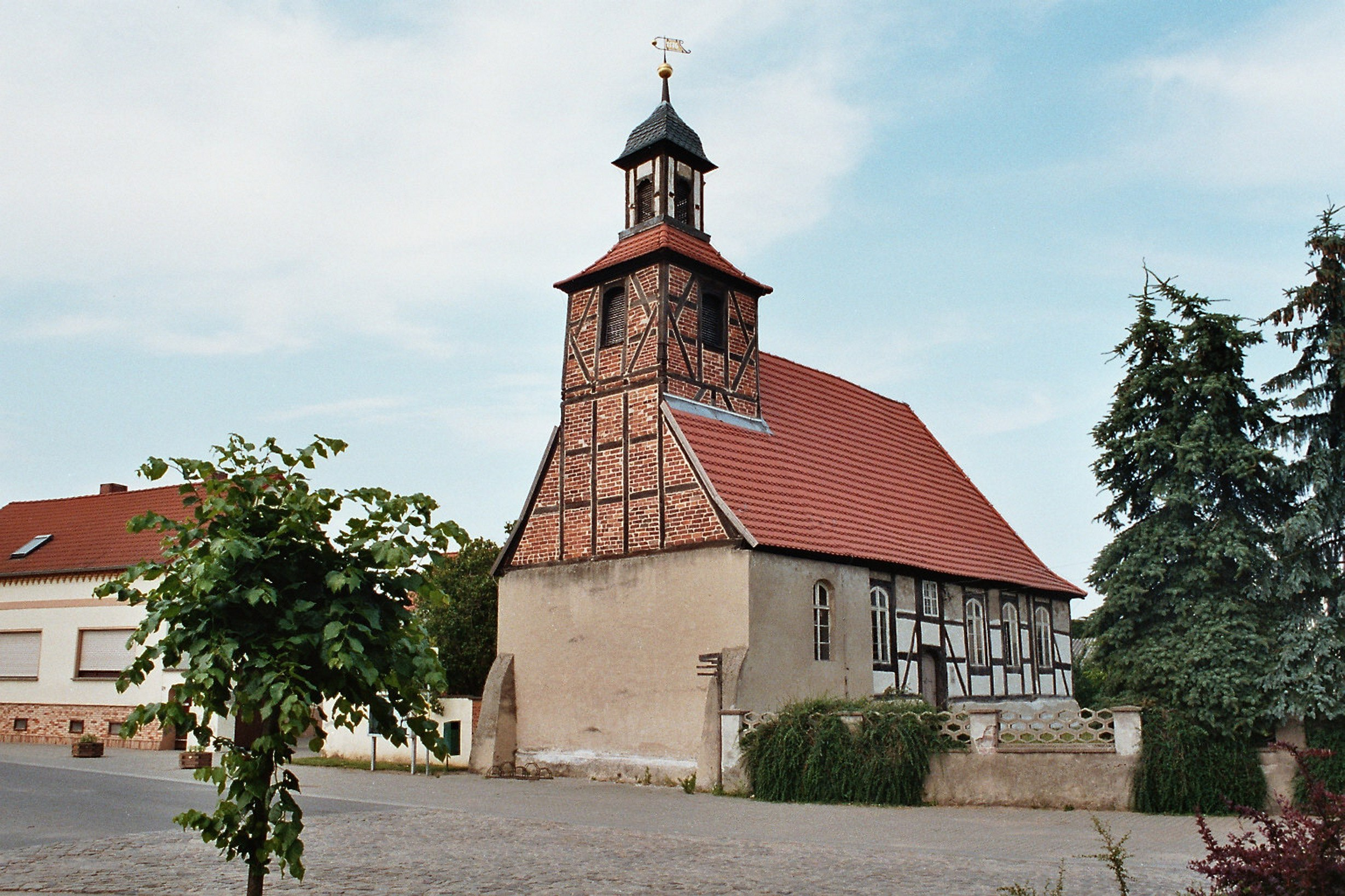
Sankt-Lukas-Kirche, 2006

Die St.-Lukas-Kirche ist die evangelische Kirche des zur Stadt Schönebeck (Elbe) gehörenden Dorfes Ranies in Sachsen-Anhalt.
Sie gehört zum Kirchspiel Gommern & Pretzien im Kirchenkreis Elbe-Fläming der Evangelischen Kirche in Mitteldeutschland. Die St.-Lukas-Kirche befindet sich in der Ortsmitte in der Dorfstraße. Südöstlich der Kirche befindet sich das Kriegerdenkmal des Orts.

## Architektur und Geschichte
Die Saalkirche wurde auf rechteckigem Grundriss in Fachwerkbauweise errichtet. Sie geht bis auf das 13. Jahrhundert zurück und war auf einem slawischen Burgwall erbaut worden. Der heutige Bau entstand im Wesentlichen in der Zeit des Dreißigjährigen Kriegs im 17. Jahrhundert. Der auf quadratischer Grundfläche errichtete Kirchturm ist von einer Anfang des 17. Jahrhunderts entstandener Laterne bekrönt und erhebt sich über der gemauerten Westseite der Kirche. Das Fachwerk des Turms ist an den Ecken mit der Fachwerkfigur des Wilden Manns versehen. Östlich der Kirche befindet sich ein wohl im 17. Jahrhundert erfolgter Sakristeianbau. In der Sakristei ist ein die Auferstehung Jesu Christi zeigendes, barockes Gemälde  aus der zweiten Hälfte des 17. Jahrhunderts vorhanden.
Nach einer auf der Nordseite befindlichen Inschriftentafel stammen die Einbauten und die reiche Ausmalung der Kirche aus dem Jahr 1629 (auf´s Zierlichste renoviert und gemalt worden). Das Innere der Kirche wird von einer niedrigen, rechteckig kassettierten Decke überspannt, an der sich Szenen aus dem Alten und Neuen Testament und Felder mit Beschlagwerkornamenten abwechseln. Zeichnung und Farben zeigen einen barocken Einfluss. Spätere Ausmalungen erfolgten 1798. 1956 wurde die Kirche restauriert. Ab 2011 erfolgte eine weitere umfangreiche Restaurierung.
Der aus Holz gefertigte Kanzelaltar entstand aus der Zusammenfügung eines Retabels und eines Kanzelkorbes wohl im Zusammenhang mit dem Bau der Sakristei. Noch vom ursprünglichen Retabel stammt die Darstellung des Abendmahls auf der Predella. Sie wurde im Jahr 1979 konserviert. Am darüber befindlichen Kanzelkorb sind schmale Tafelgemälde angeordnet. Sie zeigen Timor dei, Constantia, Veritas und Sapientia. Darüber hinaus gibt es seitlich Gemälde mit Posaunenengeln. Die Kanzeluhr wurde im Jahr 1980 restauriert.
Der Taufstein mit seinem sechseckigen Becken ist auf das Jahr 1610 datiert. Er ruht auf einer schlanken Säule, die mit Beschlagwerk überzogen ist. Als Verzierungen bestehen am Becken Reliefs von Evangelisten und zwei Stifterwappen. In der Gestaltung ähneln die Reliefs denen am Altarretabel der Oberkirche in Burg.
Im südöstlichen Teil der Kirche steht ein aus einem einen Meter hohen Eichenstamm gearbeitetes, aus dem 14. Jahrhundert stammendes gotisches Sakramentshaus mit grob gearbeiteten schmiedeeisernen Beschlägen. Bemerkenswert ist eine spätgotische, die sitzende Muttergottes darstellende Schnitzfigur. Sie stammt aus der Mitte des 15. Jahrhunderts und sitzt in einem neben der Kanzel hängenden dreieckigen, mit Maßwerkformen versehenen kleinen Gehäuse.
Das Ältestengestühl ist barocken Ursprungs und verfügt über mit Erzengel, Tugenden und einfachen Ornamenten verzierte Dorsale. Links vom Altar steht der sogenannte Äbtissinnenstuhl, der ursprünglich aus dem Kloster Plötzky stammen soll. Es handelt sich um einen barocken protestantischen Beichtstuhl. Seine Rückwand ist von einem die Kreuzigung darstellenden Gemälde bekrönt. Ursprünglich war es Auszug des Altarretabels. Rechts des Altars steht der Richter- bzw. Schöffenstuhl. Auch er soll ursprünglich zum Kloster Plötzky gehört haben.
Auf der Westseite verfügt die Kirche über eine Hufeisenempore. Die bis auf das Barock zurückgehende Empore wurde durch den Einbau der Orgel und die Anfügung einer Sängerempore mehrfach umgebaut. Nach einer schriftlichen Datierung ist eine solche Veränderung 1798 erfolgt. An der Seite der Empore ist der Sündenfall bildlich dargestellt. Ein Gemälde stammt aus einem Apostelzyklus und zeigt Christus Salvator. Die Orgel stammt vom Neuhaldensleber Orgelbauer August Troch. Als Kuriosum gilt das auf die Brüstung aufgemalte Orgelprospekt. Hintergrund dieser Bemalung ist die Tatsache, dass die eigentliche Orgel vom Kirchensaal aus nur in geringem Umfang zu erkennen ist.
Im örtlichen Denkmalverzeichnis ist die Kirche unter der Erfassungsnummer 094 60924 als Baudenkmal verzeichnet.